# 费利西安·卡布加
费利西安·卡布加（Félicien Kabuga  1933年3月1日—） 是卢旺达的一名逃犯。他被指控资助并参加了卢旺达种族灭绝。

## 生平
他出生在穆卡兰奇市拜姆巴县穆尼加，距乌干达和卢旺达的边界约30公里。 通过拥有卢旺达北部的茶园和其他商业计划而积累了财富。他是亿万富翁，与卢旺达北部的一个非正式的胡图族极端组织共和制国家民主发展运动和, 密切相关，特别是与图西族的灭绝有关。
据称，还参与了千山丘广播电视台和Kangura杂志的创立和融资。 1993年，在共和党全国民主与发展运动主持的RTLM筹款会议上，费利西安·卡布加公开将RTLM的宗旨定义为捍卫胡图人的力量。在卢旺达问题国际刑事法庭的所谓“媒体审判”中，前RTLM节目主持人乔治·鲁格说卡布加是“总指挥”台，其职责包括“主持RTLM”和“代表RTLM”。从1993年1月至1994年3月，总共向卢旺达进口了500,000把大砍刀。据统计，该国成年胡图族中有三分之一。卡布贾已被确定为这些大砍刀的主要进口商之一。
2020年5月16日，逃亡26年、现年84岁的卡布加在法国巴黎附近的塞納河畔阿涅爾被捕。法国当局已表示希望他因对卢旺达图西族犯下的危害人类罪受审。他与检察官刑事法庭余留事项国际处理机制联合调查，被法国警察逮捕。6月，巴黎一家法院同意将他引渡到国际刑事法院。